# Горовиц, Игаль
Игаль Горовиц (также «Игаль Хурвиц», ивр. יגאל הורביץ‎) — израильский политический деятель, депутат Кнессета 7, 8, 9, 10, 11 и 12 созывов, министр финансов и министр промышленности, торговли и туризма, дважды занимал пост министра без портфеля (1984-88).

## Биография
Игаль Горовиц родился в мошаве Нахалат-Иехуда (теперь часть города Ришон-ле-Цион) в 1918 году. В период с 1938 по 1941 год он был членом секретариата движения «Ха-Ноар-ха-Овед».
Он вызвался добровольцем на службу в британской армии и был одним из основателей подпольной организации сопротивления «Нация-воин», которая была создана в 1943 году членами Иргуна и Хаганы и распалась в конце того же года. После этого он присоединился к еврейской бригаде после ее создания в 1944 году. После окончания Второй мировой войны и демобилизации из рядов британской армии поселился в мошаве Кфар-Варбург.
В 1944 году он стал одним из основателей активистской партии «Народное движение за еврейское государство» под руководством Бенджамина Элиава. Он был размещен на втором месте в списке движения на выборах в Ассамблею представителей в подмандатной Палестине.
В 1961 году он присоединился к партии «Мапай» и до 1965 года был членом ЦК партии и членом Секретариата Движения мошавов.
В 1965 году он покинул «Мапай» и присоединился к партии «РАФИ» во главе с Давидом Бен-Гурионом как раз вскоре после её создания и был активен в ней до 1969 года. Накануне выборов в Кнессет седьмого созыва в сентябре 1969 года, не согласившись присоединяться к партии Авода Шимона Переса, Игаль вместе с Бен-Гурионом выходит из партии РАФИ и становится основателем «Национального списка». На выборах список получает 3,85 % голосов и Игаль проходит в депутаты Кнессета.
После окончательной ухода Бен-Гуриона из политики Горовиц возглавил фракцию «Национального списка» в Кнессете.
С июля по август 1973 года Горовиц возглавлял «Национальный список», принимая активное участие в создании партии Ликуд. 13 сентября 1973 года, «Национальный список» под руководством Горовица вошел в новосозданный Ликуд (вместе с ГАХАЛ, Свободный центр и Движение за Великий Израиль). Горовиц был помещен на третье место в списке Ликуда и был избран от Ликуда в Кнессет восьмого созыва.
В 1977 году Горовиц избирается в кнессет девятого созыва от партии Ликуд и назначен министром промышленности и туризма Израиля в 18-м правительстве Израиля.
Горовиц возражал против подписания соглашений в Кэмп-Девиде (подписанных в 1978 году) и проголосовал против их принятия в Кнессете. Это потребовало его отставки и в октябре 1978 года он вышел из правительства.
После того, как Симха Эрлих ушел в отставку в 1979 году, Горовиц вернулся в правительство в качестве министра финансов. Одним из первых его шагов на посту министра финансов, было прекращение новых обязательств Казначейства по «страхованию связи» (что было основным средством субсидирования Гистадрута, которое осуществлялось главным образом через банк «Ха-Поалим» и его менеджеров).